# Tam Kai Chuen
Tam Kai Chuen (chiń. trad. 譚啟銓; ur. 6 września 1976 roku) – badmintonista z Hongkongu.
Brał udział w Letnich Igrzyskach Olimpijskich 2000 odbywających się w Sydney. Startował w dwóch konkurencjach - grze pojedynczej mężczyzn (odpadł w 2 rundzie) i grze mieszanej (odpadł w 1 rundzie).